# آب‌انبار دروازه شیخداد
آب‌انبار دروازه شیخداد مربوط به دوره قاجار است و در یزد، خیابان شهید نواب صفوی، کوچه مسجد کوفه، جنب پارک شیخداد واقع شده و این اثر در تاریخ ۷ مهر ۱۳۸۱ با شمارهٔ ثبت ۶۳۲۸ به‌عنوان یکی از آثار ملی ایران به ثبت رسیده است.